# 이황재의 음악이 좋다
이황재의 음악이 좋다는 CJB Joy FM에서 작곡, 음악 및 예술경영인 이황재 부대표가 진행하는 충북 전지역에 송출되는 프로그램이다.
| CJB JOY FM                    | |                    |
| 이전                          | 라디오매거진 오늘 1부 황수동 (월요일 ~ 금요일) 라디오매거진 오늘 2부 윤양택 (월요일 ~ 금요일) 이황재의 음악이 좋다 (토요일 ~ 일요일)                                            | 다음               |
| 아름다운 이 아침 김창완입니다 | 라디오매거진 오늘 1부 황수동 (월요일 ~ 금요일) 라디오매거진 오늘 2부 윤양택 (월요일 ~ 금요일) 이황재의 음악이 좋다 (토요일 ~ 일요일)                                            | 최화정의 파워타임  |
| 오전 9시 ~ 오전 11시          | 오전 11시 ~ 오전 11시 30분 (월요일 ~ 금요일) 오전 11시 30분 ~ 낮 12시 (월요일 ~ 금요일) 오전 11시 ~ 오전 11시 30분 (토요일 ~ 일요일) 오전 11시 30분 ~ 낮 12시 (토요일 ~ 일요일) | 낮 12시 ~ 오후 2시 |
|                               | |                    |